# Ворона гуамська
Ворона гуамська (Corvus kubaryi) — вид горобцеподібних птахів роду Крук (Corvus) родини Воронові (Corvidae).

## Опис
Маленька чорна ворона з блакитно-чорним блиском хвоста і зеленувато-чорним блиском спини, нижніх кінцівок, голови і крил. Загалом, самиці менші, ніж самці. Дорослі важать близько 250 грам і є близько 38 см у довжину.

## Поширення
Гуам; Північні Маріанські острови (о. Рота). Мешкає у зрілих і вторинних лісах і прибережній рослинності. Мало що відомо про бажані місця гнізд, але вид, видається, надає перевагу первинному та вторинному вапняковому лісу. Харчується у полозі й підліску лісу, а іноді й на землі, насінням, фруктами, членистоногими і ящірками.

## Загрози та охорона
На Гуамі, його зниження було обумовлене хижацтвом введеної коричневої деревної змії Boiga irregularis і  населення в даний час складає всього лише двоє особин (R. Berry, 2008). На Роті, тайфуни спустошили лісове середовище проживання і ліси були очищені для розвитку садиб, курорту і поля для гольфу. Гніздування в рідному лісі, має більш високий репродуктивний успіх, ніж на більш порушених територіях. Додаткові загрози включають в себе хижацтво / порушення введеними пацюками Rattus, кішками і вараном Varanus indicus, конкуренція з введеним Dicrurus macrocercus, і хвороби. На Гуамі, національний заказник був створений у 1993 році, щоб зберегти решту лісу і птиці в даний час переміщаються з Рота в цілях підтримки популяції на острові. 40 га вільного від змії простору створено на північному заході для введення ворон, і поруч велика площа готують до транслокації.